# Dialeges densepilosus
Dialeges densepilosus är en skalbaggsart som beskrevs av J. Linsley Gressitt och Yves Rondon 1970. Dialeges densepilosus ingår i släktet Dialeges och familjen långhorningar.
Artens utbredningsområde är Laos. Inga underarter finns listade i Catalogue of Life.